# S8 (التصنيف)

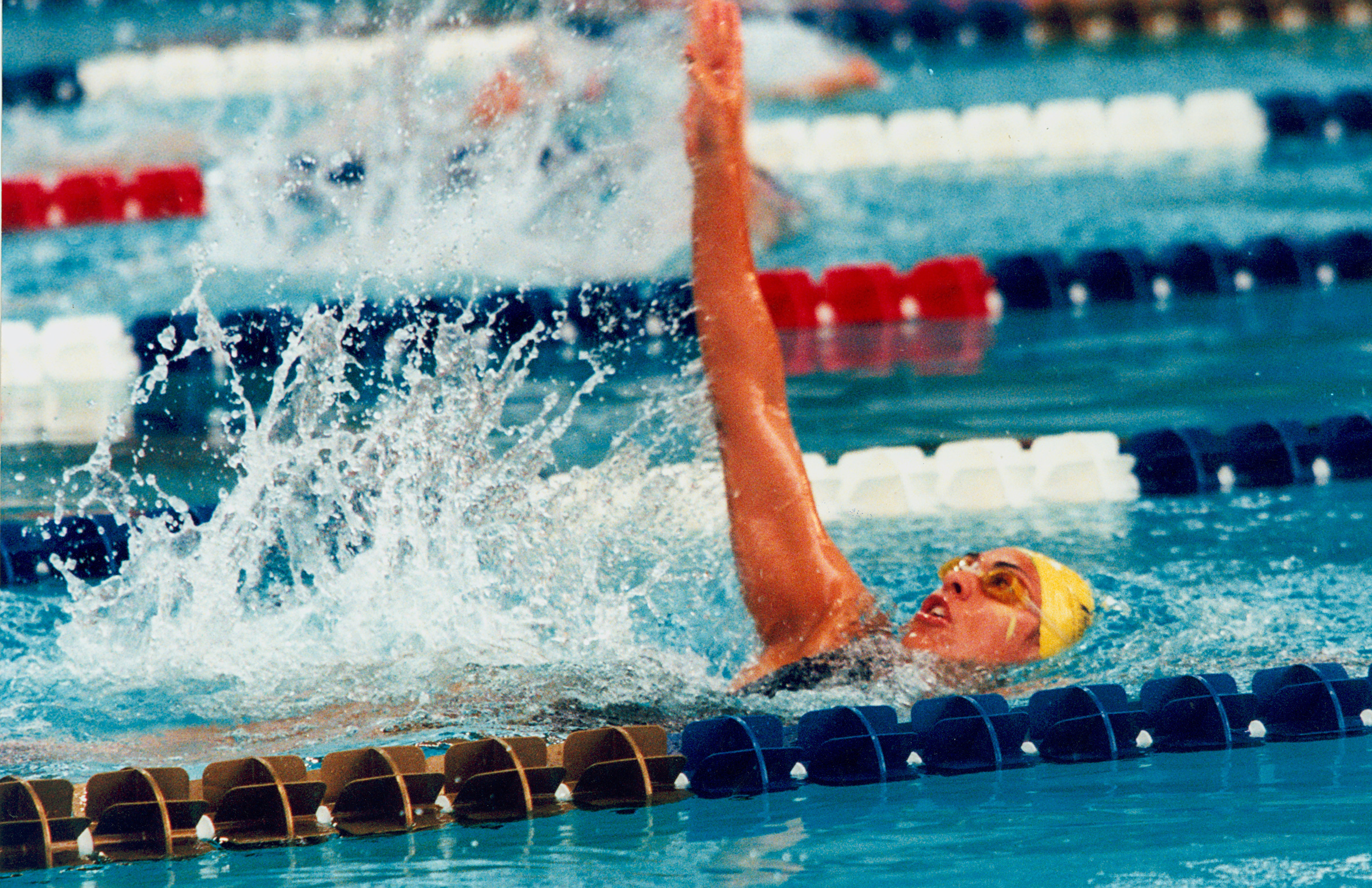
بريا كوبر، سباحة مصنفة S8

S8 و SB7 و SM8 هي تصنيفات سباحة خاصة تستخدم لتصنيف السباحين على أساس مستوى إعاقتهم. تشمل هذه الفئة عددًا من الإعاقات المختلفة بما في ذلك الأشخاص الذين يعانون من البتر والشلل الدماغي. يُصنف الرياضيين من قبل اللجنة البارالمبية الدولية، ويشاركون في الألعاب البارالمبية.

## تعريف
هذا التصنيف هو للسباحة. في عنوان التصنيف، يمثل الحرف S السباحة الحرة والسباحة على الظهر والسباحة الفراشة. SB تعني سباحة الصدر. SM تعني مزيج فردي. يشير الرقم التالي إلى درجة الإعاقة، حيث يمثل الرقم 1 الأكثر إعاقة جسدية إلى الرقم 10 الذي يمثل أقل قدر من الإعاقة الجسدية. وفقًا للجنة البارالمبية الدولية، تشمل أمثلة المؤهلين لفئات S8 وSB8 وSM8 "السباحين الذين فقدوا كلتا يديهم أو ذراعًا واحدة [...] أيضًا، الرياضيين الذين يعانون من قيود شديدة في مفاصل الأطراف السفلية." تصف جين باكلي، الكاتبة في Sporting Wheelies، وهي جمعية أسترالية للإعاقة، السباحين في هذا التصنيف بأنهم يتمتعون بـ: "الاستخدام الكامل لأذرعهم وجذعهم مع بعض وظائف الساق؛ السباحون الذين يعانون من مشاكل في التنسيق بشكل رئيسي في الأطراف السفلية؛ كلتا الساقين مبتورة أعلى أو أسفل الركبة مباشرة؛ بتر واحد فوق الكوع."

## أنواع الإعاقة
تشمل هذه الفئة الأشخاص الذين يعانون من عدة أنواع من الإعاقة بما في ذلك الشلل الدماغي والبتر.

### مبتور
يمكن العثور على السباحين A2 وA3 وA6 وA8 وA9 المبتورين ISOD في هذه الفئة. قبل تسعينيات القرن العشرين، كانت فئات A2 وA3 وA6 وA8 وA9 تُجمع غالبًا مع فئات أخرى من مبتوري الأطراف في مسابقات السباحة، بما في ذلك الألعاب البارالمبية.

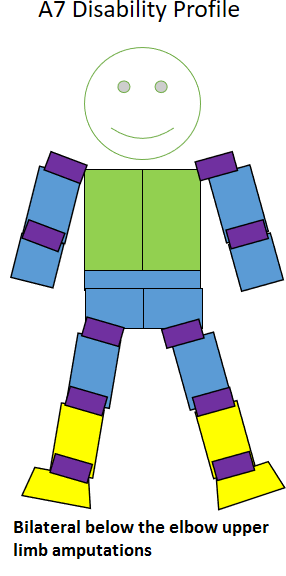
تصور لسباح مصنف A6 يتنافس في S8
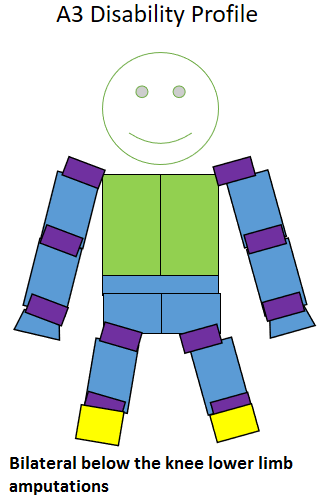
تصور لسباح مصنف A3 يتنافس في S8
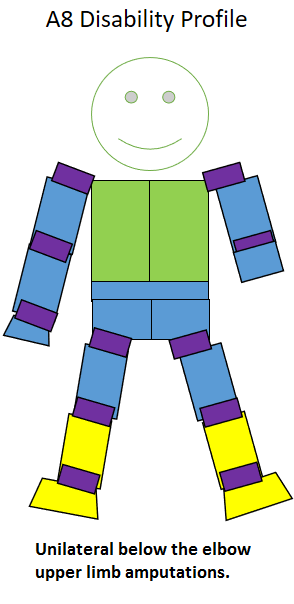
تصور لسباح مصنف A8 يتنافس في S8
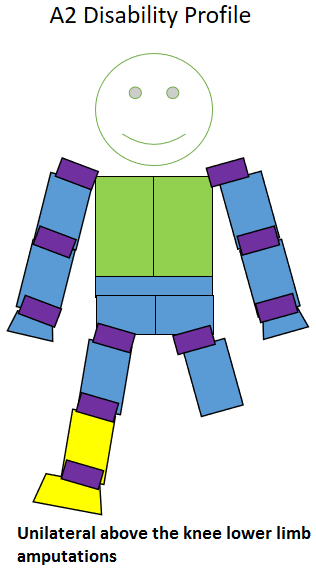
تصور لسباح مصنف A2 يتنافس في S8
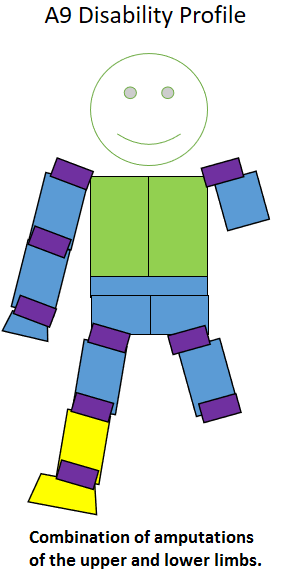
تصور لسباح مصنف A9 يتنافس في S8

#### مبتورو الأطراف العلوية
يبدأ السباحون الذين بترت أرجلهم من الفئة S8 وS9 في هذه الفئة بأوقات مماثلة للأشخاص الذين بترت أرجلهم في الفئات من S8 إلى S10. لدى السباحين مبتوري الأطراف S8 في هذه الفئة نقاط دخول أقصر بكثير إلى الماء خارج الكتلة. بالمقارنة مع السباحين الأصحاء، فإن السباحين مبتوري الأطراف في هذه الفئة لديهم طول ضربة أقصر ومعدل ضربة متزايد. نظرًا لأن أرجلهم هي أعظم قوتهم، فإنهم يعدلون دخولهم إلى الماء للاستفادة من هذه القوة.
إن طبيعة بتر الأطراف لدى الشخص في هذه الفئة قد تؤثر على وظائفه الفسيولوجية وأدائه الرياضي. بسبب فقدانهم أحد الأطراف، يكون الأشخاص الذين بترت أطرافهم أكثر عرضة لإصابات الإفراط في الاستخدام في أطرافهم المتبقية. تشمل المشاكل الشائعة للأطراف العلوية السليمة للأشخاص في هذه الفئة تمزق الكفة المدورة، وضغط الكتف، والتهاب المرفق، واحتجاز الأعصاب الطرفية.

#### مبتورو الأطراف السفلية
يتمتع السباحون من الفئة A3 في هذه الفئة بطول ضربة ومعدل ضربة مماثل للسباحين الأصحاء. أُجريت دراسة لمقارنة أداء المتسابقين في السباحة في دورة الألعاب البارالمبية الصيفية عام 1984. وقد وجد أنه لا يوجد فرق كبير في الأداء في الأوقات بين الرجال والنساء في A2 و A3 في سباحة الصدر 50 متر، والرجال والنساء في A2 و A3 في سباحة الحرة 50 متر، والرجال والنساء في A2 و A3 و A4 في سباحة الفراشة 25 متر، والرجال في A2 و A3 في سباحة الظهر 50 متر.
يمكن أن تؤثر طبيعة بتر السباحين A2 وA3 في هذه الفئة على وظائفهم الفسيولوجية وأدائهم الرياضي. نظرًا لاحتمالية حدوث مشكلات في التوازن مرتبطة بالبتر، يُشجع مبتوري الأطراف أثناء تدريبات رفع الأثقال على استخدام مراقب عند رفع أكثر من 15 رطل (6.8 كـغ). تؤثر بتر الأطراف السفلية على تكلفة الطاقة التي يحتاجها الشخص للتحرك. للحفاظ على معدل استهلاكهم للأكسجين مماثلاً للأشخاص الذين ليس لديهم بتر في الأطراف السفلية، فإنهم يحتاجون إلى المشي بشكل أبطأ. يستخدم السباحون من الفئة A3 حوالي 41% من الأكسجين أكثر للمشي أو الجري لمسافة مماثلة لشخص ليس لديه بتر في أحد الأطراف السفلية. يستخدم السباحون من المستوى A2 حوالي 87% من الأكسجين أكثر للمشي أو الجري لمسافة مماثلة لشخص ليس لديه بتر في أحد الأطراف السفلية.

#### بتر الأطراف العلوية والسفلية
يمكن العثور على السباحين A9 ذوي الأطراف المبتورة ISOD في عدة فئات. وتشمل هذه S 2، S3، S4، S5 وS8. قبل تسعينيات القرن العشرين، كان تُجمع فئة A9 في كثير من الأحيان مع فئات مبتورة أخرى في مسابقات السباحة، بما في ذلك الألعاب البارالمبية. يتمتع السباحون في هذه الفئة بطول ضربة ومعدل ضربة مماثل للسباحين الأصحاء.
يمكن لطبيعة بتر الشخص في هذه الفئة أن تؤثر على وظائفه الفسيولوجية وأدائه الرياضي. نظرًا لاحتمالية حدوث مشكلات في التوازن مرتبطة بالبتر، يُشجع مبتوري الأطراف أثناء تدريبات رفع الأثقال على استخدام مراقب عند رفع أكثر من 15 رطل (6.8 كـغ). تؤثر بتر الأطراف السفلية على تكلفة الطاقة التي يحتاجها الشخص للتحرك. للحفاظ على معدل استهلاكهم للأكسجين مماثلاً للأشخاص الذين ليس لديهم بتر في الأطراف السفلية، فإنهم يحتاجون إلى المشي بشكل أبطأ.  بسبب فقدانهم أحد الأطراف، يكون الأشخاص الذين بترت أطرافهم أكثر عرضة لإصابات الإفراط في الاستخدام في أطرافهم المتبقية. تشمل المشاكل الشائعة في الأطراف العلوية السليمة للأشخاص في هذه الفئة تمزق الكفة المدورة، وضغط الكتف، والتهاب المرفق، واحتجاز الأعصاب الطرفية.

### الشلل الدماغي

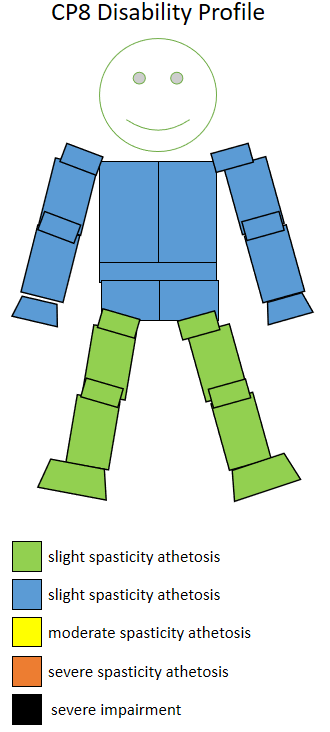
مستوى ومكان التشنج العضلي لدى الرياضيين من النوع CP8.

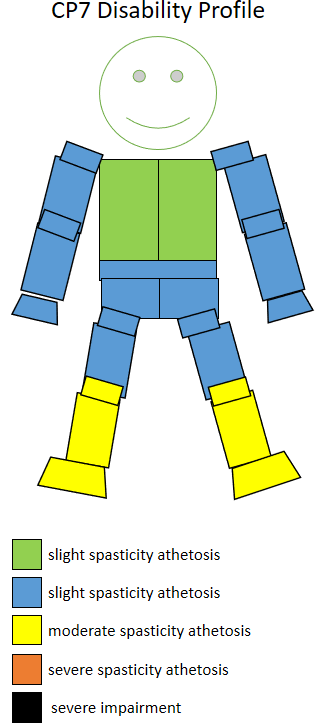
مستوى ومكان التشنج العضلي لدى الرياضيين من الفئة CP7.

تشمل هذه الفئة الأشخاص المصابين بعدة أنواع من الإعاقة بما في ذلك الشلل الدماغي. في بعض الأحيان يُعثر على سباحين من فئة CP7 و CP8 في هذه الفئة. يتمكن الرياضيون من ذوي النمط CP7 من المشي، ولكن يبدو أنهم يفعلون ذلك وهم يعانون من العرج حيث يتأثر جانب واحد من أجسامهم أكثر من الجانب الآخر. قد يعانون من تشنجات عضلية لا إرادية على جانب واحد من الجسم. إنهم يمتلكون تحكمًا حركيًا دقيقًا في الجانب المهيمن من الجسم، والذي يمكن أن يظهر على شكل عدم تناسق عندما يكونون في حالة حركة. يميل الأشخاص في هذه الفئة إلى إنفاق طاقة مماثل للأشخاص غير المصابين بالشلل الدماغي.
بسبب الطبيعة العصبية العضلية لإعاقتهم، فإن السباحين من الفئة CP7 و CP8 لديهم أوقات بداية أبطأ من الأشخاص الآخرين في فصولهم. ومن المرجح أيضًا أن يشبكوا أيديهم عندما يكونون تحت الماء في بعض الضربات لمنع انجراف اليد، مما يزيد من السحب أثناء السباحة. بالنسبة للسباحين المصنفين S8 المصابين بالشلل الدماغي، فإنهم قادرون على تسجيل مسافات طويلة تحت الماء. أطول مسافة يمكن لسباحي فئة S8 البارالمبية قياسها غالبًا ما تكون نصف المسافة التي يقيسها السباحون الأوليمبيون المماثلون. ويرجع ذلك إلى مشاكل السحب المرتبطة بالعضلات العصبية. يعتبر السباحون الذين يمارسون السباحة فوق الماء أكثر كفاءة من السباحة تحت الماء. يعاني السباحون من الفئة CP8 من إصابة في الكتف، وهي إصابة مرتبطة بالسباحة، بمعدلات مماثلة لنظرائهم الأصحاء. عندما يتعب السباحون، يصبح عدم التناسق في ضرباتهم مشكلة بالنسبة لهم في هذه الفئة. يتعرض نظام التصنيف المتكامل المستخدم في السباحة، حيث يتنافس السباحون المصابون بالشلل الدماغي مع السباحين المصابين بإعاقات أخرى، لانتقادات مفادها أن طبيعة الشلل الدماغي هي أن بذل المزيد من الجهد يؤدي إلى انخفاض البراعة والحركات الحركية الدقيقة. وهذا يضع المنافسين المصابين بالشلل الدماغي في وضع غير مؤاتٍ عند التنافس مع الأشخاص الذين يعانون من بتر الأطراف والذين لا يفقدون التنسيق نتيجة للجهد المبذول.
يميل السباحون CP7 إلى أن يكون لديهم سحب طبيعي سلبي في نطاق 0.6 إلى 0.8. وهذا يضعهم في نطاق السحب السلبي لـ PDB6 وPDB8 وPDB9. يميل السباحون CP8 إلى أن يكون لديهم سحب طبيعي سلبي في نطاق 0.4 إلى 0.9. وهذا يضعهم في نطاق السحب السلبي لـ PDB6 وPDB8 وPDB10.

### إصابات الحبل الشوكي
يتنافس الأشخاص الذين يعانون من إصابات في النخاع الشوكي في هذه الفئة، بما في ذلك الرياضيون من الفئة F6 وF8.

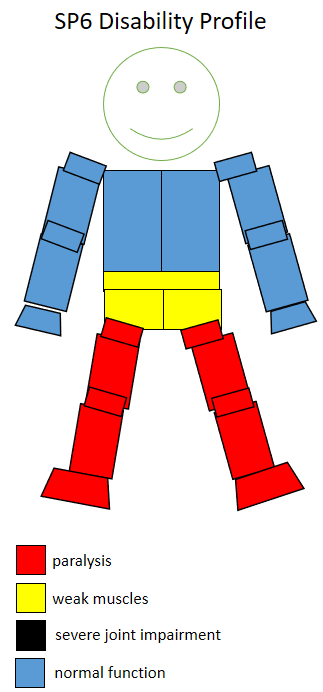
الملف الوظيفي للرياضي على الكرسي المتحرك في فئة F6.

هذا هو تصنيف رياضة الكراسي المتحركة الذي يتوافق مع المستوى العصبي L2 - L5. تاريخيًا، كانت هذه الفئة تُعرف باسم Lower 4 وUpper 5. يعاني الأشخاص الذين يعانون من آفات في الفقرة القطنية الرابعة من مشاكل في عضلات أسفل الظهر، ومثنيات الورك، وعضلات الفخذ الرباعية. قد يعاني الأشخاص الذين يعانون من آفات في المنطقة القطنية الرابعة إلى الثانية والذين يعانون من الشلل النصفي الكامل من مشاكل في الوظائف الحركية في عضلات الأرداف وأوتار الركبة. ومن المرجح أن لا تتأثر عضلات الفخذ الرباعية لديهم. قد يكون هناك غياب للإحساس أسفل الركبتين وفي منطقة الفخذ.
يتمتع الأشخاص في هذه الفئة بتوازن جيد أثناء الجلوس. الأشخاص الذين يعانون من آفات في الفقرة القطنية الرابعة لديهم استقرار في الجذع، ويمكنهم رفع الساق وثني الوركين. يمكنهم المشي بشكل مستقل باستخدام دعامات الساق الأطول. يجوز لهم استخدام الكرسي المتحرك من أجل الراحة. تتضمن الرياضات الموصى بها العديد من الرياضات المرتبطة بالوقوف. يتمتع الأشخاص في هذه الفئة بسعة تنفسية إجمالية تبلغ 88% مقارنة بالأشخاص غير المعاقين.
يميل السباحون S8 الذين يعانون من إصابات في الحبل الشوكي إلى أن يكونوا مصابين بالشلل النصفي الكامل مع آفات أسفل L4 إلى L5. عندما يسبحون، فإنهم قادرون على الركل ولكن الاستخدام المحدود لكاحليهم يعني أن قدرتهم على الدفع من الركل قد تكون محدودة. إنهم عادة ما يبدأون الغوص من المنصة ولكنهم غير قادرين على الحصول على القوة الكاملة بسبب الاستخدام المحدود لأرجلهم. إنهم يقومون بحركات دوران الساق ولكن لديهم قوة دفع محدودة بعيدًا عن الحائط.
أُجريت دراسة لمقارنة أداء المتنافسين في ألعاب القوى في دورة الألعاب البارالمبية الصيفية عام 1984. ووجدت الدراسة أن هناك اختلافًا طفيفًا في أوقات الأداء بين النساء في 4 (SP5، SP6)، و5 (SP6، SP7) و6 (SP7) في سباق 100 متر صدر. ووجدت الدراسة أن هناك اختلافًا طفيفًا في أوقات الأداء بين النساء في 4 (SP5، SP6)، و5 (SP6، SP7) و6 (SP7) في سباق 100 متر ظهر. ووجدت الدراسة أن هناك اختلافًا طفيفًا في أوقات الأداء بين النساء في 4 (SP5، SP6)، و5 (SP6، SP7) و6 (SP7) في سباق 100 متر حرة. ووجدت الدراسة أن هناك اختلافًا طفيفًا في أوقات الأداء بين النساء في 4 (SP5، SP6)، و5 (SP6، SP7) و6 (SP7) في سباق 14 × 50 مترًا فرديًا متنوعًا. ووجدت الدراسة أن هناك اختلافًا طفيفًا في أوقات الأداء بين الرجال في 4 (SP5، SP6)، و5 (SP6، SP7) و6 (SP7) في سباق 100 متر ظهر. ووجدت الدراسة أن هناك اختلافًا طفيفًا في أوقات الأداء بين الرجال في 4 (SP5، SP6)، و5 (SP6، SP7) و6 (SP7) في سباق 100 متر صدر. ووجدت الدراسة أن هناك اختلافًا طفيفًا في أوقات الأداء بين النساء في 2 (SP4)، و3 (SP4، SP5) و4 (SP5، SP6) في سباحة الفراشة 25 مترًا. ووجدت الدراسة أن هناك اختلافًا طفيفًا في أوقات الأداء بين الرجال في 2 (SP4)، و3 (SP4، SP5)، و4 (SP5، SP6) في سباق الفراشة 25 مترًا. ووجدت الدراسة أن هناك اختلافًا طفيفًا في أوقات الأداء بين النساء في 5 (SP6، SP7) و 6 (SP7) في سباق الفراشة 50 مترًا. ووجدت الدراسة أن هناك اختلافًا طفيفًا في أوقات الأداء بين الرجال في 5 (SP6، SP7) و 6 (SP7) في سباق 4 × 50 مترًا فرديًا متنوعًا. وقد وجدت الدراسة أن هناك اختلافًا طفيفًا في أوقات الأداء بين الرجال في 5 (SP6، SP7) و 6 (SP7) في سباق 100 متر سباحة حرة.

#### F8

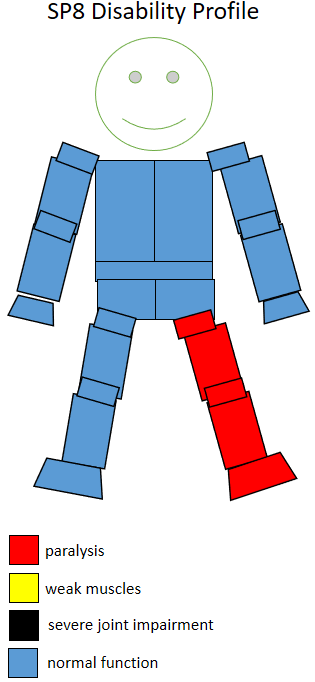
الملف الوظيفي لشخص رياضي على الكرسي المتحرك في فئة F8.

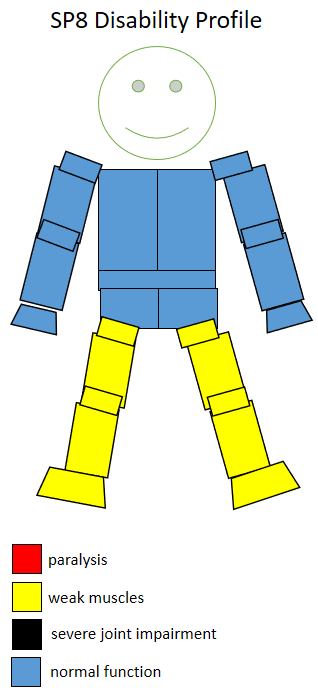
ملف تعريف نوع الإعاقة لأحد الرياضيين من الفئة F8.

F8 هي فئة رياضة الكراسي المتحركة الدائمة. إن مستوى إصابة الحبل الشوكي لهذه الفئة يشمل الأشخاص الذين لديهم آفات غير مكتملة على مستوى أعلى قليلاً. وهذا يعني أنهم قادرون في بعض الأحيان على تحمل الوزن على أرجلهم. في عام ٢٠٠٢، عرّف الاتحاد الأمريكي لألعاب القوى هذه الفئة بأنها "رياضيون وقوف يتمتعون بتوازن ديناميكي أثناء الوقوف. قادرون على استعادة توازنهم عند الوقوف عند وجود صعوبة في التوازن. لا تتجاوز نقاطهم في الساقين ٧٠ نقطة." وفي عام ٢٠٠٣، عرّف الاتحاد الأمريكي لرياضة ذوي الاحتياجات الخاصة هذه الفئة بأنها "رياضيون وقوف، ولكن لا تتجاوز نقاطهم في الأطراف السفلية ٧٠ نقطة. غير قادرين على استعادة توازنهم عند الوقوف عند وجود صعوبة." وفي أستراليا، تعني هذه الفئة وجود مشاكل وظيفية مشتركة في الأطراف السفلية والعلوية. "إعاقة طفيفة". قد يعني هذا أيضًا في أستراليا أن الرياضي "يستطيع المشي مع ضعف وظيفي معتدل في أحد الطرفين السفليين أو كليهما". لديهم مقاومة طبيعية تتراوح بين 0.6 و0.7.

## تاريخ
أُنشئ التصنيف من قبل اللجنة البارالمبية الدولية. وفي عام 2003، وافقت اللجنة على خطة أوصت بتطوير رمز تصنيف عالمي. أُقرت الموافقة على القانون في عام 2007، ويحدد "هدف التصنيف باعتباره تطوير وتنفيذ أنظمة تصنيف دقيقة وموثوقة ومتسقة تركز على الرياضة"، والتي تعرف باسم "التصنيف الرياضي المحدد القائم على الأدلة". في نوفمبر 2015، وافقوا على قانون التصنيف المنقح، والذي "يهدف إلى تطوير التصنيف الرياضي القائم على الأدلة في جميع الرياضات".
في عام 1997، ضد كل الصعاب :قال الرياضيون البارالمبيون من نيوزيلندا إن هذا التصنيف صُنف على أساس التدرج، حيث يمثل S1 الأكثر إعاقة بينما يمثل S10 الأقل إعاقة.

## في دورة الألعاب البارالمبية
بالنسبة لدورة الألعاب البارالمبية الصيفية 2016 في ريو، كان تصنيف اللجنة البارالمبية الدولية صفرًا في سياسة الألعاب. طُبقت هذه السياسة في عام 2014، بهدف تجنب التغييرات في اللحظة الأخيرة في الفصول الدراسية والتي من شأنها أن تؤثر سلبًا على استعدادات تدريب الرياضيين. كان لزامًا على جميع المتنافسين أن يُصنفوا دوليًا مع تأكيد حالة تصنيفهم قبل الألعاب، مع استثناءات لهذه السياسة يُعامل معها على أساس كل حالة على حدة.

## المسابقات
بالنسبة لهذا التصنيف، يتمتع منظمو الألعاب البارالمبية بخيار تضمين الأحداث التالية في البرنامج البارالمبي: 50 مترًا و100 مترًا سباحة حرة، و400 مترًا سباحة حرة، و100 مترًا سباحة على الظهر، و100 مترًا سباحة فراشة، و100 مترًا سباحة صدر، و200 مترًا سباحة متنوعة فردية.

### السجلات البارالمبية
يسجل الجدول أدناه أسرع رقم قياسي على الإطلاق في الألعاب البارالمبية في هذه الفئة لأحداث محددة.
 

## السجلات
في سباق 50 متر سباحة حرة طويل S8، يحمل الصيني شياوفو وانج الرقم القياسي العالمي للرجال بزمن قدره 00:26.45، ويحمل الصيني شينغنان جيانج الرقم القياسي العالمي للسيدات بزمن قدره 00:30.85. في سباق 100 متر سباحة حرة طويل S8، يحمل الأسترالي بيتر ليك الرقم القياسي العالمي للرجال بينما تحمل الأسترالية ماديسون إليوت الرقم القياسي العالمي للسيدات.

## الحصول على تصنيف
يتكون تصنيف السباحة بشكل عام من ثلاثة مكونات. الأول هو تمرين ضغط المقعد. الثاني هو اختبار المياه. والثالث هو في مراقبة المنافسة. كجزء من اختبار المياه، غالبًا ما يُطلب من السباحين إظهار تقنيات السباحة الخاصة بهم لجميع الضربات الأربع. يسبحون عادة مسافة 25 متراً لكل ضربة. ويُطلب منهم عمومًا أيضًا توضيح كيفية دخولهم إلى الماء وكيفية دورانهم في المسبح.
يتضمن التصنيف عمومًا أربع مراحل. المرحلة الأولى للتصنيف هي الفحص الصحي. بالنسبة لمبتوري الأطراف في هذه الفئة، يحصل ذلك غالبًا في الموقع في منشأة تدريب رياضي أو مسابقة. المرحلة الثانية هي الملاحظة في الممارسة، والمرحلة الثالثة هي الملاحظة في المنافسة والمرحلة الأخيرة هي تعيين الرياضي إلى فئة ذات صلة. في بعض الأحيان قد لا يجري الفحص الصحي في الموقع لمبتوري الأطراف في هذه الفئة لأن طبيعة البتر قد تسبب تغييرات غير مرئية جسديًا في الجسم.
في أستراليا، لكي يُصنفوا في هذه الفئة، يتعين على الرياضيين الاتصال باللجنة البارالمبية الأسترالية أو هيئة السباحة الحكومية في ولايتهم. في الولايات المتحدة، يُعامل مع التصنيف من قبل اللجنة البارالمبية الأمريكية على المستوى الوطني. يتألف اختبار التصنيف من ثلاثة مكونات: "اختبار على مقعد، واختبار في الماء، ومراقبة أثناء المنافسة". يُقيّم السباحون الأمريكيون من قِبل أربعة أشخاص: مُصنّف طبي، ومُصنّفان عامّان، ومُصنّف فني.

## المنافسون
ومن بين السباحين الذين تنافسوا في هذا التصنيف أماندا إيفرلوف، وشون فريزر، وهيذر فريدريكسن، والذين فازوا جميعًا بميداليات في فئتهم في دورة الألعاب البارالمبية عام 2008. ويوجد أيضًا في هذه الفئة بطل العالم روبرت جريسوولد.